# Robert Campin
Robert Campin (Tournai, 1375 – Tournai, 26 de abril de 1444) é considerado o primeiro grande pintor flamengo. Embora tenha se influenciado muitos pelos mestres da iluminuras, Campin mostrou um grande poder de demonstrar uma observação realista do mundo, mais que muitos outros antes dele. Junto com os irmãos Van Eyck, é considerado o fundador da escola holandesa do Pré-Renascimento.
Acredita-se que tenha nascido e morrido em Tournai, na Bélgica, mas estudou em Dijon.
Historiadores da arte sempre tentaram encontrar a origem na Renascença Setentrional em um único artista. Por muito tempo, acreditou-se ser ele Jan van Eyck, pois foi Jan quem se desviou das convenções da arte gótica. Contudo, estudos revelaram que um artista chamado Mestre de Flemalle poderia ter precedido Jan. A partir de documentos que revelaram os nomes de seus mais ilustres alunos (Jacques Daret e Rogier van der Weyden), chegou-se a Campin.
Em suas primeiras obras, encontramos uma influência dos Irmãos Limbourg.
Entre suas melhores obras está o Retábulo de Mérode. Pela primeira vez, o observador tinha a sensação de estar vendo, através da superfície de um painel, um mundo com todas as realidades da vida cotidiana. É o primeiro painel da Anunciação que tem por cenário um interior doméstico completamente mobiliado e também o primeiro em que se honra São José, o pai de Jesus. O quadro é cheio de simbolismos, como as flores que simbolizam a Virgindade.

## Galeria
Casamento de Maria

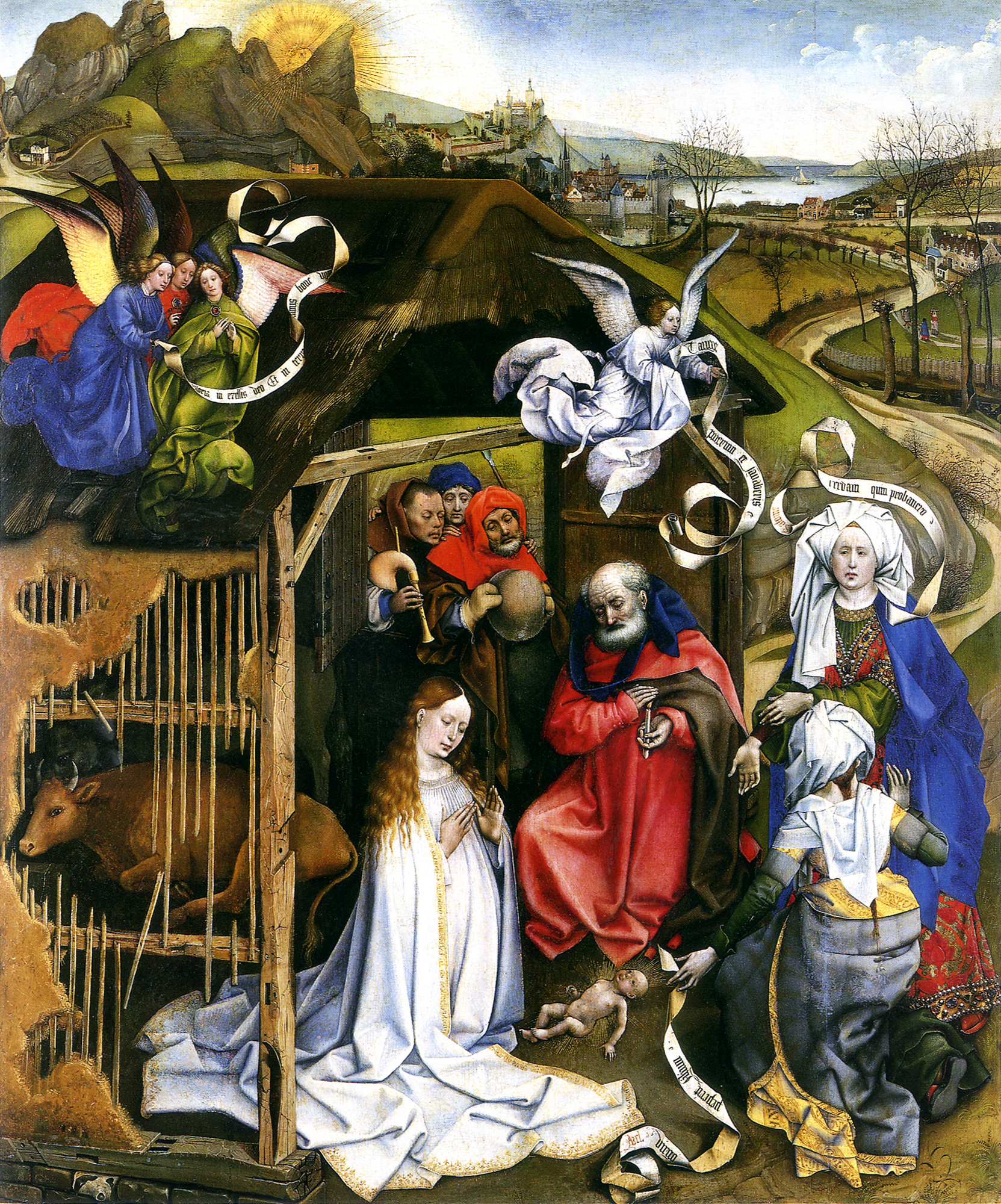
Natividade
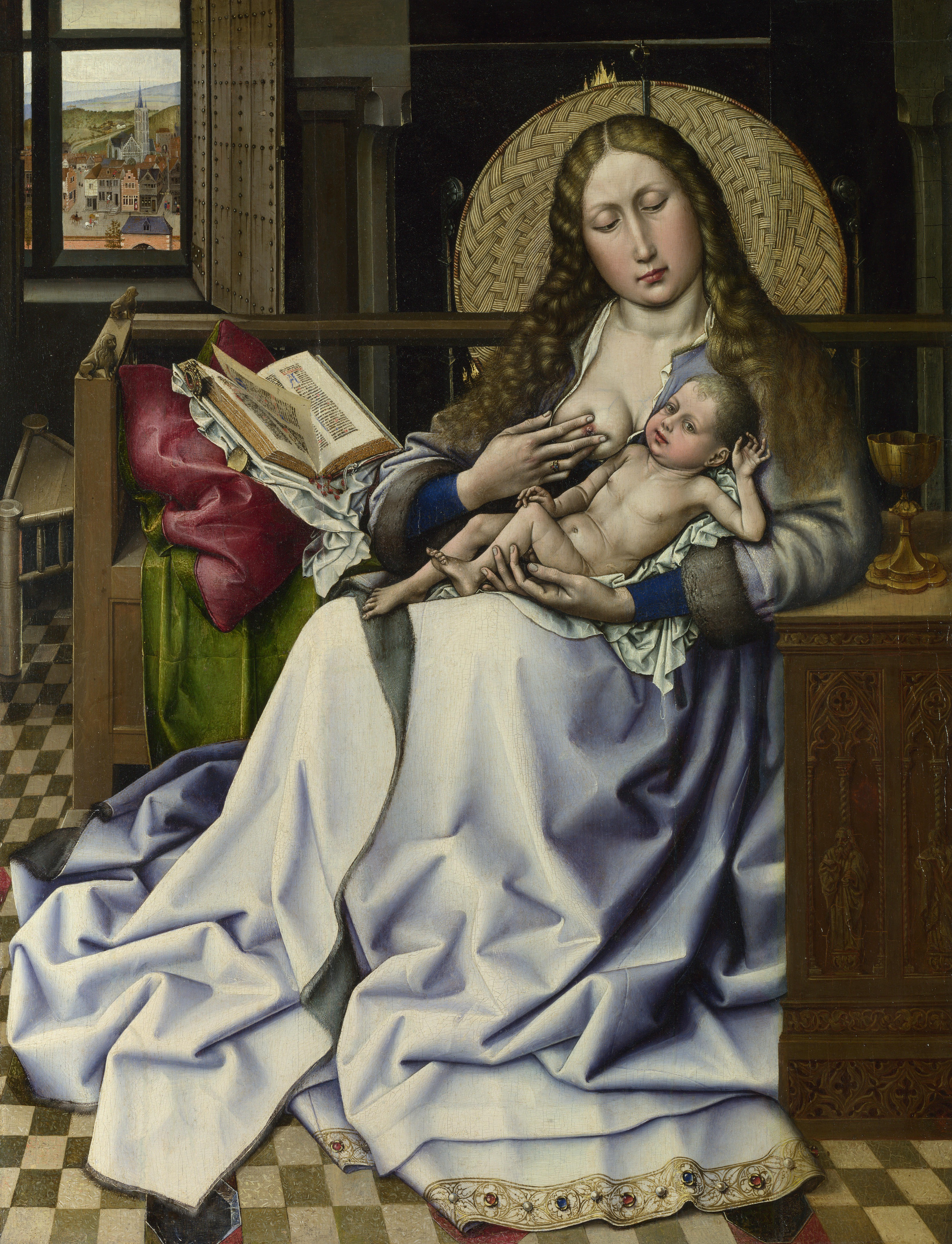
A Virgem e o Menino diante de um guarda-fogo
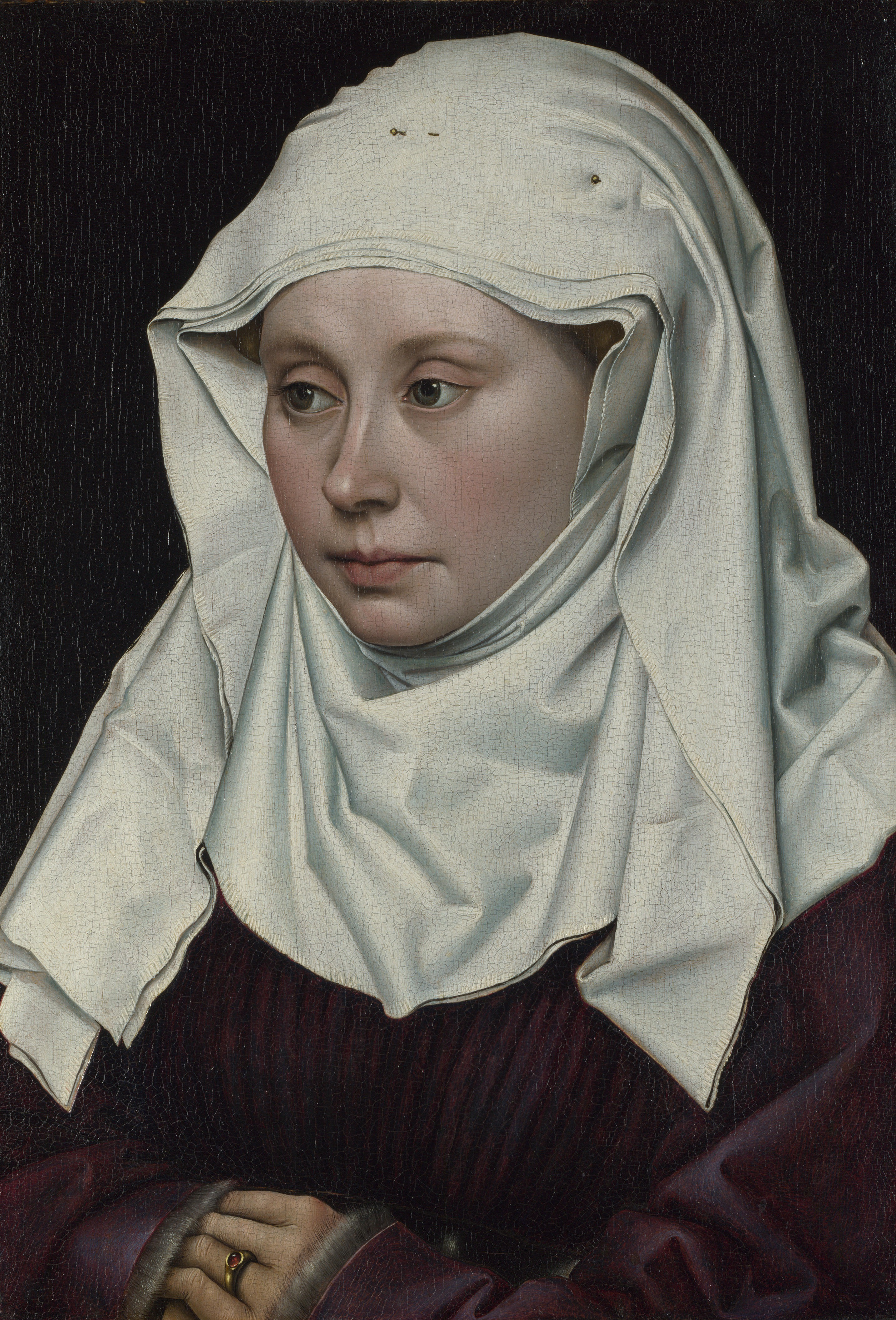
Retrato de Mulher
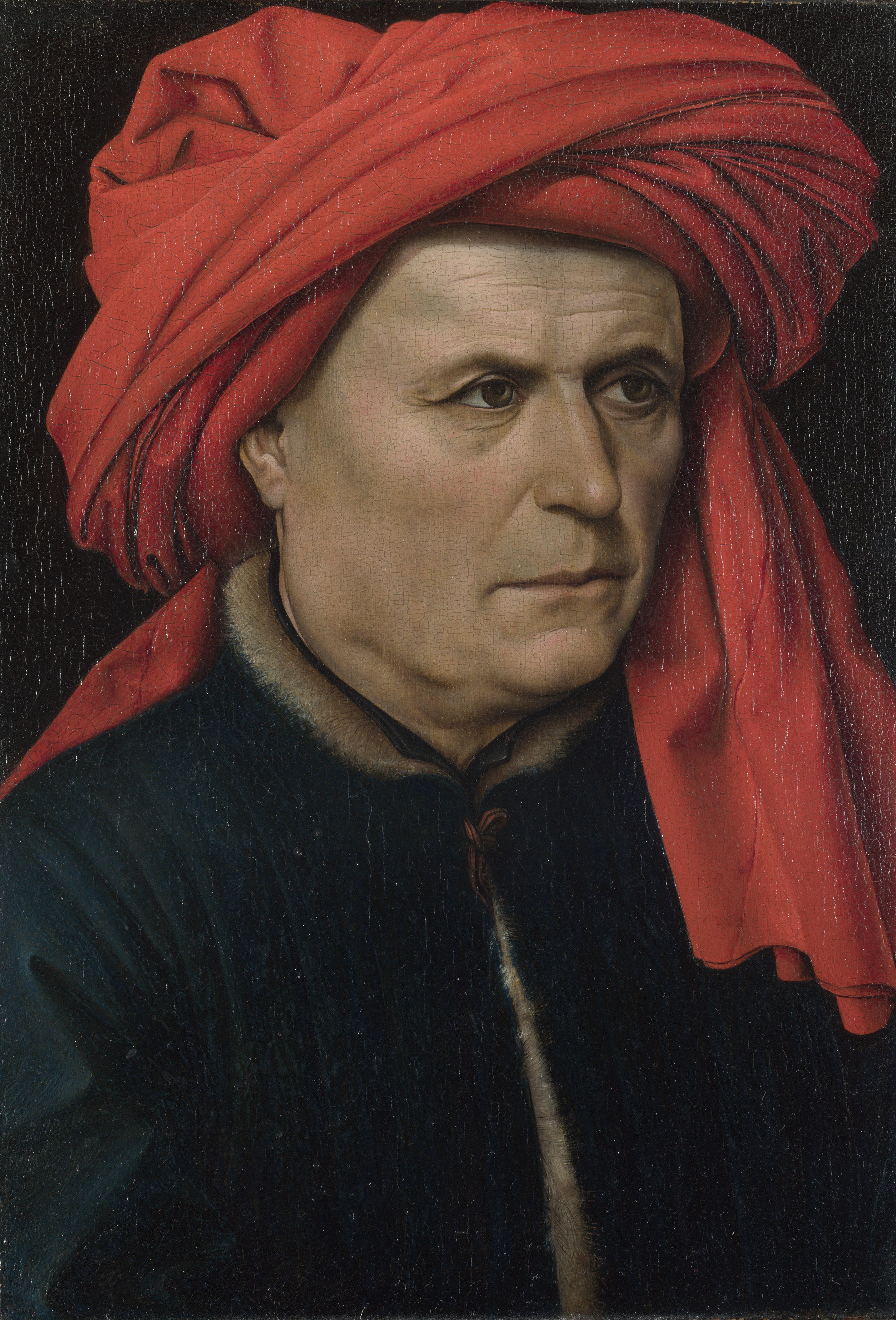
Retrato de Homem
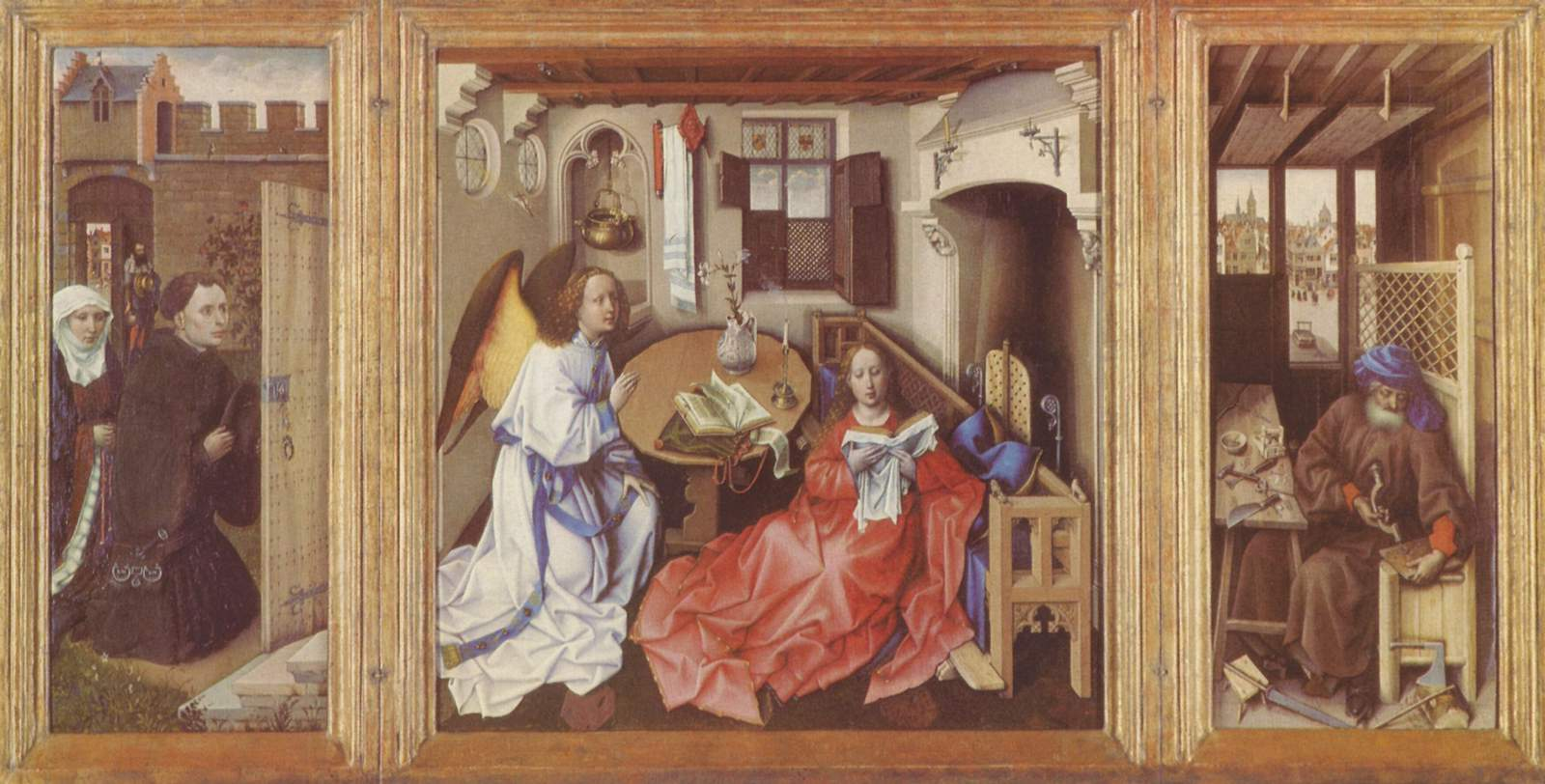
Retábulo de Mérode
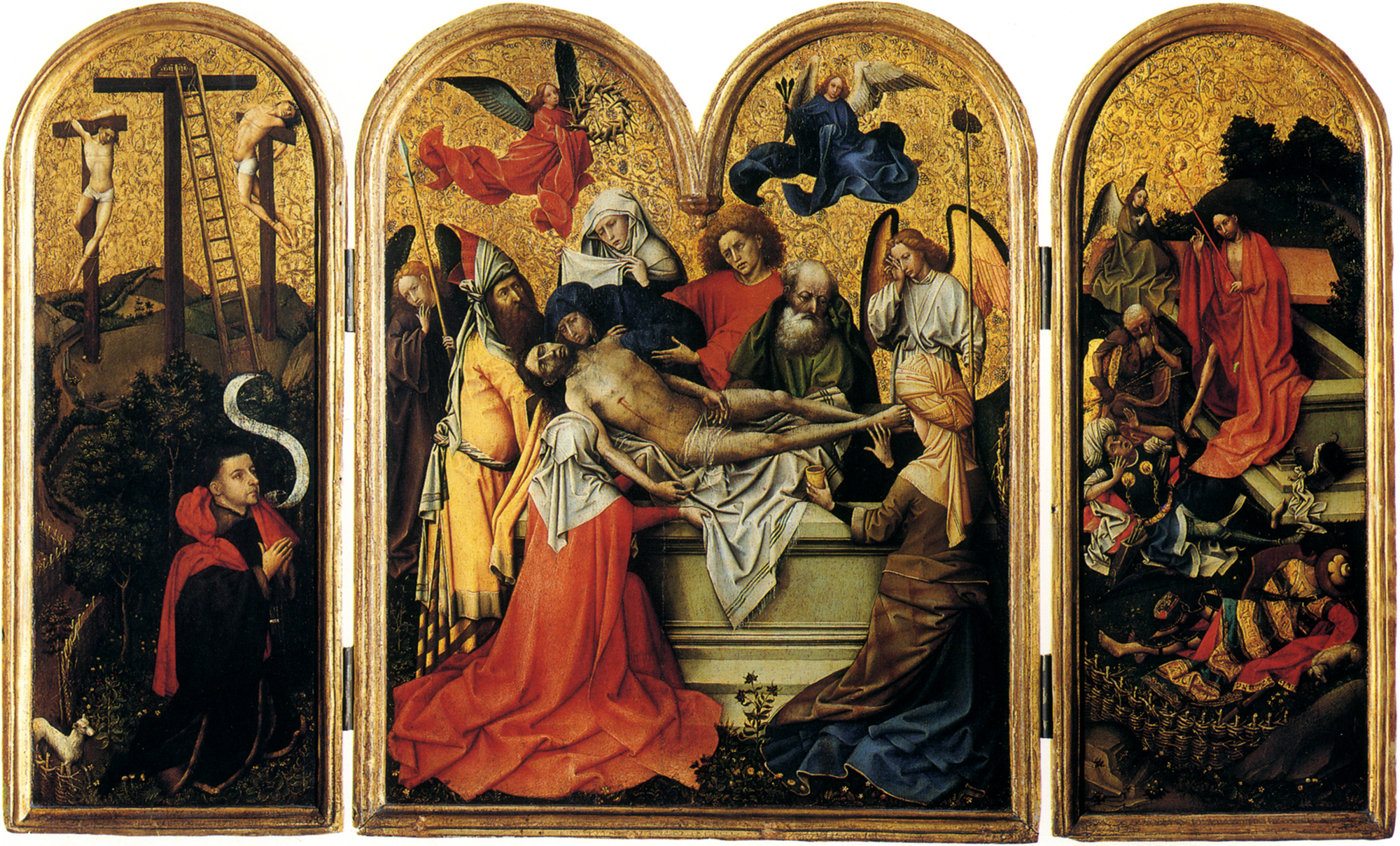
Tríptico do Sepultamento, Instituto Courtauld, Londres
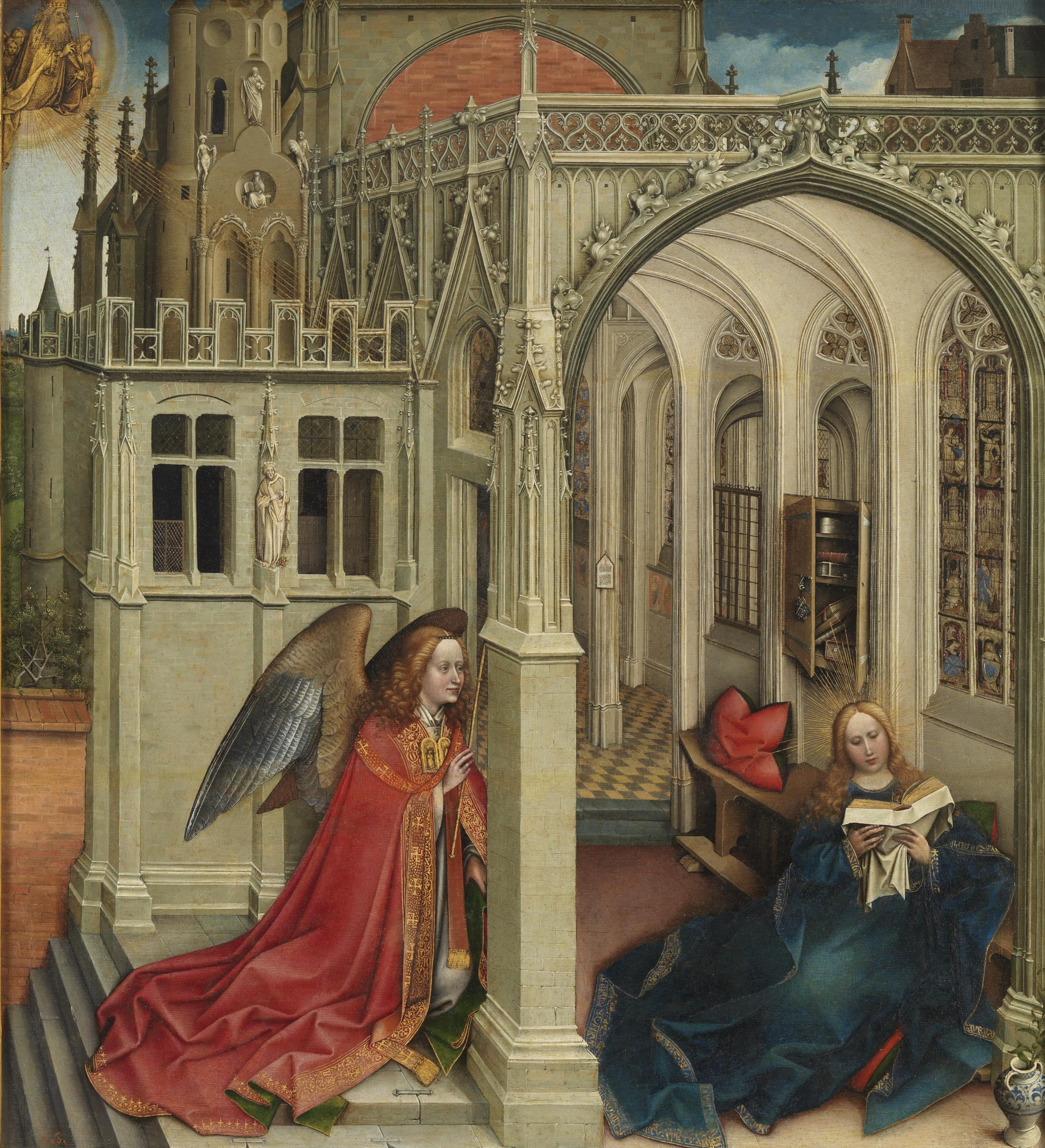
Anunciação, Museu do Prado, Madri